# Station Kijkuit (Nederland)
Station Kijkuit (Kijk) was een spoorwegstation aan de spoorlijn 54 (Mechelen-Terneuzen). Het station van Kijkuit was in gebruik van 27 oktober 1871 tot 7 oktober 1951.
Er is nog een Station Kijkuit aan de spoorlijn 12 (Antwerpen-Essen).